# Léopold Kaziendé
Léopold Kaziendé (* 1910 in Kaya; † 26. Mai 1999 in Niamey) war ein nigrischer Politiker burkinischer Herkunft.

## Leben
Léopold Kaziendé gehörte der Volksgruppe der Gourmantché an. Er ging in seinem Geburtsort Kaya und in Ouagadougou zur Schule und studierte anschließend von 1929 bis 1932 an der École normale William Ponty auf Gorée. Nach Abschluss seiner Ausbildung ging er nach Niger und begann in Birni-N’Konni als Grundschullehrer zu arbeiten. Von 1935 bis 1939 war er Schuldirektor in Filingué und ging dann als stellvertretender Schuldirektor an die École primaire supérieure in Niamey, die von Élisabeth Roehrig geleitet wurde. 1941 kehrte er nach Filingué zurück, wo er – mit Unterbrechungen 1946 in Maradi und 1947 in Dosso – bis 1957 Schuldirektor blieb.
1958 wurde Kaziendé in die Regierung von Hamani Diori berufen. Er war Minister für öffentliche Arbeiten, Bergbau und Wasserbau vom 20. Dezember 1958 bis zum 18. Oktober 1959, Minister für öffentliche Arbeiten, Bergbau und Bauten vom 31. Dezember 1960 bis zum 23. November 1965, daraufhin Minister für öffentliche Arbeiten, Verkehr, Bergbau und Bauten bis zum 22. November 1970, anschließend Minister für Wirtschaft, Handel und Industrie bis 17. August 1972 und zuletzt Verteidigungsminister mit dem Ehrentitel Ministre d’État.
Am 15. April 1974 wurde Hamani Diori von Seyni Kountché durch einen Putsch abgesetzt. Die bisherige politische Elite wurde großteils verhaftet. Seyni Kountché war in Filingué ein Grundschüler von Kaziendé gewesen. Er ließ seinen ehemaligen Lehrer zunächst in Niamey unter Hausarrest stellen und nach zwei Wochen in ein Militärlager nach Agadez bringen. Krankheitsbedingt wurde Kaziendé bald zurück nach Niamey in ein Krankenhaus gebracht. Ab August 1975 wurde er gemeinsam mit Boubou Hama, dem langjährigen Präsidenten der Nationalversammlung, in einer Villa in einem Militärlager in der Hauptstadt untergebracht. Als Boubou Hama im Juli 1976 in die Freiheit entlassen wurde, durfte sich Kaziendé seinen künftigen Mitgefangenen aussuchen. Seine Wahl fiel auf seinen ehemaligen Ministerkollegen Mahamane Dan Dobi. Am 15. April 1978 wurden beide freigelassen.
Kaziendé gehörte Anfang der 1990er Jahre gemeinsam mit Oumarou Garba Youssoufou zu den treibenden Kräften der Neugründung der Nigrischen Fortschrittspartei (PPN-RDA), der ehemaligen Einheitspartei Hamani Dioris. Er schrieb eine 1998 erschienene sechsbändige Autobiografie mit dem Titel Souvenirs d’un enfant de la colonisation („Erinnerungen eines Kindes der Kolonisation“).

## Ehrungen
- Offizier des Nationalordens von Niger
- Offizier des Nationalordens von Burkina Faso
- Kommandeur des Nationalordens der Elfenbeinküste
- Kommandeur des Nationalordens von Mauretanien
- Kommandeur der Ehrenlegion
- Kommandeur der Palmes académiques